# Marianne Legato
Marianne J. Legato (* 17. August 1935 in New York) ist eine amerikanische Ärztin, die international als Pionierin im Bereich der Gendermedizin gilt. Sie hat bereits 1992 ihr erstes Buch über das weibliche Herz geschrieben, das mit einem Preis ausgezeichnet wurde. Es folgten viele weitere wichtige Publikationen. Legato organisierte und leitete viele Tagungen und Kongresse zum Thema Gendermedizin nicht nur in den USA, sondern auch in Deutschland, Israel, Italien, Japan, Südkorea, Schweden und Österreich. Legato gründete in diesem Bereich auch zwei wissenschaftliche Zeitschriften, die den Titel The Journal of Gender-Specific Medicine und Gender Medicine tragen.

## Biografie
Marianne Legato wuchs in einer Arztfamilie auf und entwickelte früh den Wunsch, selbst Ärztin zu werden. 1956 erlangte sie den Abschluss A.B. am Manhattanville College und 1962 den M.D. am New York University College of Medicine. Danach setzte sie ihre ärztliche Ausbildung am Bellevue Hospital und am Presbyterian Hospital in New York sowie am Columbia Presbyterian Medical Center fort. Von 1965 bis 1968 erfolgte ihre Ausbildung in Kardiologie am Columbia University College. 1969 wechselte Legato an das St. Luke’s-Roosevelt Hospital Center und arbeitete von 1973 bis 1998 am Presbyterian Hospital in New York. Gleichzeitig war sie als Professorin für Klinische Medizin am Columbia University College of Physicians and Surgeons tätig. 
1997 gründete Legato die Partnership for Gender-Specific Medicine an der Columbia University, die sie 2006 in eine Stiftung für genderspezifische Medizin überführte. 2015 wurde Legato von der Universität Panama der PhD-Titel ehrenhalber verliehen. Damit wurde ihr Lebenswerk im Bereich der Gendermedizin geehrt.

## Preise und Auszeichnungen (Auswahl)
- 1965: Martha Lyan Slater Fellowship
- 1971: J. Murray Steele Award
- 1992: American Heart Assosciation's Blakeslee Award
- 1997: American Health Hero
- 2000: Heroine of Woman Health
- 2002: Woman in Science Award
- 2018: PROSE Award for the best book on clinical medicine

## Publikationen (Auswahl)
- The Plasticity of Sex: The Molecular Biology and Clinical Features of Genomic Sex, Gender Identity and Sexual Behavior Academic Press, 2020. ISBN 978-0-128159-68-2.
- Eve's Rib: The Groundbreaking Guide to Women's Health. Open Road Media, 2014. ISBN 978-1497638815.
- Eve's Rib: What You Must Know About the New Women's Medicine and How It Can Save Your Life. 2011. ISBN 978-1400045341.
- Why Men Die First: How to Lengthen Your Lifespan. Griffin, 2009. ISBN 978-0230614352.
- mit: L.Tucker: Why Men Never Remember and Women Never Forget. Rodale Books, 2006. ISBN 978-1594865275.
- Evas Rippe. Die Entdeckung der weiblichen Medizin. Kiepenheuer und Witsch, 2002. ISBN 978-3462031423.
- Evas Rippe : warum Frauen manche Krankheiten ganz anders erfahren ; warum erst jetzt die weibliche Seite der Medizin entdeckt wird ; warum viele Medikamente für Frauen gefährlich sind. Ullstein, 2004. ISBN 978-3548365879.
- Gender-Specific Aspects of Human Biology for the Practicing. Futura Publ., 1997. ISBN 978-0879936488.
- The Female Heart: The Truth About Women and Coronary Artery Disease. Simon and Schuster, 1992. ISBN 978-0671761103.